# Куэдан, Александру
Алекса́ндру Куэдан (рум. Alexandru Cuedan; 26 сентября 1910, Орадя — 9 мая 1976, Арад) — румынский футболист, играл на позиции защитника. Участник чемпионата мира 1934 года.

## Биография

### Клубная карьера
В 1933 году присоединился к бухарестскому ЧФР, который с 1937 года стал называться «Рапидом». За эту команду он сыграл в Дивизии А 75 матчей и забил 3 гола. Помимо этого, он выиграл с «Рапидом» 3 Кубка Румынии в 1935, 1937 и 1938 годах.
Затем в течение одного сезона играл за бухарестскую «Олимпию» и во время Второй мировой войны закончил карьеру.

### Карьера в сборной
Был включён в состав сборной Румынии на чемпионат мира 1934 года, но на турнире на поле так и не вышел. Всего за сборную Румынии сыграл 4 матча и не отметился голами.

### Смерть
Скончался 9 мая 1976 года в Араде в возрасте 65 лет.

## Достижения
«Рапид» (Бухарест)
- Обладатель Кубка Румынии (3) : 1934/35, 1936/37, 1937/38